# Sturm und Drang (banda)
Sturm und Drang fue un grupo juvenil de heavy metal procedente de Vaasa, Finlandia. Estaba compuesto por cinco miembros y se percibían influencias de power metal y hard rock. Han lanzado al mercado tres álbumes y han llevado a cabo giras por Europa, Escandinavia y Japón. La banda ha vendido cerca de 1.200.000 copias.

## Miembros
- André Linman - voz, guitarra
- Jani Kuoppamaa - Guitarra
- Joel Wendlin - Bajo, coros
- Calle Fahllund - Batería
- Jeppe Welroos - Teclado

## Historia
El grupo musical empezó en 2004 cuando André Linman y Henrik Kurkiala estaban regresando a casa de un concierto de Judas Priest. El nombre de la banda fue sugerido por el padre de Henrik. Poco después, Jesper Welroos y Calle Fahllund se unieron al grupo, y ensayaron por primera vez en el sótano de este último. Pocas semanas después, tocaron su primer concierto. Posteriormente se percataron de la necesidad de otro guitarrista: Alexander Ivars pasó a ser el quinto miembro. El grupo actuó en más conciertos y tocó en Stafettkarnevalen de 2004 en Vaasa, versionando también Rainbow In The Dark de Dio. En 2007, tocaron como cabezas de cartel en Stafettkarnevalen.
André, Jesper, Calle, Alexander y Henrik pertenecen a la minoría de hablantes de sueco en Finlandia. Cuando su primer álbum se publicó en 2007, los chicos sólo tenían 15 o 16 años.

## Contrato de grabación
En 2005 grabaron la maqueta Rising Son, que enviaron a la compañía musical Helsinki Music Company. El jefe de HMC, Asko Kallonen, que no se los había tomado seriamente, cambió su opinión después de verlos tocar en directo con la banda sueca de garage rock The Hellacopters. Ofreció a la banda un contrato discográfico y poco después empezaron a grabar su álbum de debut, Learning To Rock. En 2007 cambiaron de discográfica. Con GUN Records publicarían su primer álbum por toda Europa, excepto Escandinavia.
Tras su lanzamiento el 30 de mayo, Learning to Rock ascendió a la posición número tres en la lista oficial de copias vendidas en Finlandia.1 Archivado el 3 de diciembre de 2008 en Wayback Machine..
Se separaron en 2014.

## Discografía

### Álbumes
| Año  | Información | Posición | Posición | Posición | Posición | Ventas | IFPI certificados               |
| Año  | Información | GER      | AUT      | SWI      | POL      | Ventas | IFPI certificados               |
| ---- | --- | -------- | -------- | -------- | -------- | ------ | ------------------------------- |
| 2007 | Learning to Rock - Primer álbum - Lanzado: el 30 de mayo de 2007 (Finlandia), 2 de junio de 2007 (Norte de Europa) |          |          |          |          |        | - Austria: - Alemania: - Suiza: |
| 2008 | Rock 'n Roll Children - Lanzado: el 12 de noviembre del 2008                                                       |          |          |          |          |        |                                 |
| 2012 | Graduation Day - Lanzado: 21 de septiembre del 2012                                                                |          |          |          |          |        |                                 |

### Sencillos
| Año  | Título                | Álbum                 |
| ---- | --------------------- | --------------------- |
| 2007 | "Rising Son"          | Learning to Rock      |
| 2007 | "Forever"             | Learning to Rock      |
| 2007 | "Indian"              | Learning to Rock      |
| 2007 | "Broken"              | Learning to Rock      |
| 2008 | "Break Away"          | Rock 'n Roll Children |
| 2008 | "A Million Nights"    | Rock 'n Roll Children |
| 2009 | "That's the Way I Am" | Rock 'n Roll Children |
| 2012 | "Molly the Murderer"  | Graduation Day        |
| 2012 | "Goddamn Liar"        | Graduation Day        |